# Constance (archives électroniques)
Pour les articles homonymes, voir Constance.
 (novembre 2011).
Constance (Conservation et stockage des archives nouvelles constituées par l'électronique) est un projet lancé à la fin des années 1970 par les Archives nationales pour garantir la pérennité des archives informatiques produites par l'État et les opérateurs publics. Le projet comprend 4 volets : Constance 1 pour les enquêtes statistiques, Constance 2 pour les fichiers de gestion, Constance 3 pour les bases de données et Constance 4 pour la bureautique.
Par métonymie, Constance était le surnom du service chargé de l'archivage électronique aux Archives nationales de France, site de Fontainebleau. Au sein du département de l'archivage électronique et des archives audiovisuelles, le service des archives électroniques conserve aujourd'hui plus de 52 To de données dont les premières enquêtes de l'Institut national de la statistique et des études économiques (INSEE) et de l'Institut national d'Études démographiques (INED). Les plus anciens fonds conservés remontent au début des années 1960.

## Historique
En 1978 est constitué un comité d'études sur l'archivage des fichiers informatiques au sein des Archives nationales, qui réunit les Archives nationales, les missions des archives auprès de différents ministères, la Direction des Archives de France et des informaticiens. Le projet baptisé Constance est inscrit au schéma directeur informatique du ministère de la Culture et de la Communication en 1980. 
En 1981, un premier versement provenant du ministère de l'Industrie permet de tester la méthode à mettre en place. Il bénéficie de l'expertise et de l'analyse du CEESI (Centre d'études et d'expérimentation des systèmes d'information), du centre de recherche en informatique de l'École nationale supérieure des Mines de Paris et de la Mission du ministère de l'Industrie. Ce premier versement conduit à la rédaction de rapports d'étude sur la méthodologie et les moyens à mettre en œuvre. 
En 1982, un véritable service chargé de l'archivage électronique est créé aux Archives nationales, composé d'archivistes et d'informaticiens. 

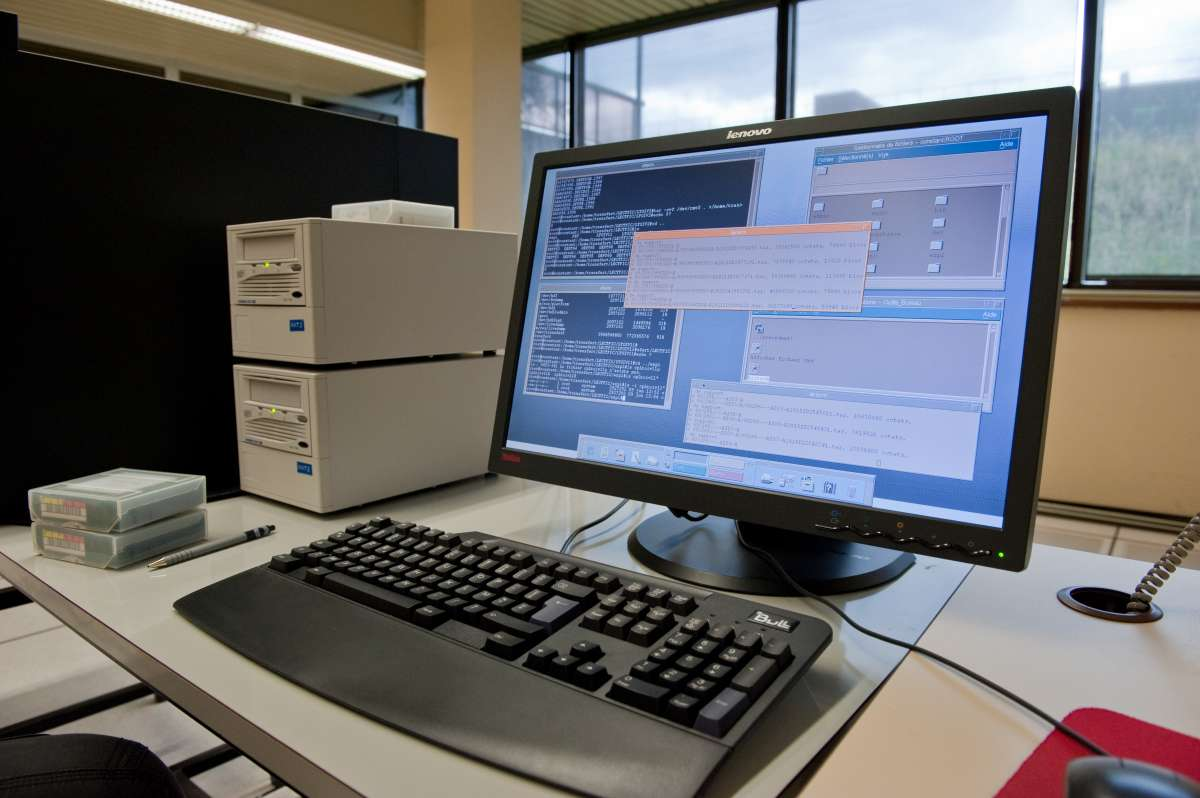
Ordinateur de gestion du système Constance.

Le service trouve définitivement sa place aux Archives nationales, lorsque, en 1984, un second bâtiment est construit à Fontainebleau pour accueillir un centre informatique et une bandothèque pouvant contenir 40 000 bandes magnétiques[réf. nécessaire]. 
En 1995-1997, une opération importante de migrations des fichiers est lancée afin de permettre le passage du système IBM sous Unix. De 1997 à 2000, l'activité du service se tourne vers l'archivage  d'enquêtes de l'INED (Institut national d'Études Démographiques). Au début des années 2000, le service prend en charge des fonds de plus en plus diversifiés[C'est-à-dire ?]. 
Au total, les Archives nationales conservent 52 To d'archives électroniques dont certaines sont consultables en salle de lecture. Certaines ne sont pas communicables eu égard aux délais de communicabilité des archives publiques en France définis dans le Code du patrimoine[réf. nécessaire]. 
Depuis 2011, les Archives nationales font évoluer la méthode issue des travaux du service Constance afin de pouvoir faire face à la complexité grandissante des productions d'archives électroniques issues de l'administration centrale.

## L'archivage électronique aux Archives nationales

### Typologies des fonds conservés
Les premiers versements sont essentiellement composés de fichiers d'enquêtes statistiques notamment en provenance de l'INSEE mais aussi des services statistiques de plusieurs ministères (Agriculture, Équipement, Industrie, etc.). Ces enquêtes statistiques sont traitées aux Archives nationales comme des fonds mixtes composés des fichiers électroniques des enquêtes et de la documentation s'y rapportant et permettant de conserver la structure des données dans le temps, de manière à pouvoir continuer à les interroger. 
L'archivage des recensements de population de l'INSEE de 1962, 1968, 1975 et 1982 permet d'approfondir la réflexion sur la méthodologie à adopter et constituent aujourd'hui un témoignage sans précédent très utile pour les sociologues. Avec les mutations rapides des usages de l'informatique, d'autres types de documents sont aujourd'hui versés et conservés aux Archives nationales; documents bureautiques, images ou encore vidéos.

### Lieu de conservation des archives électroniques

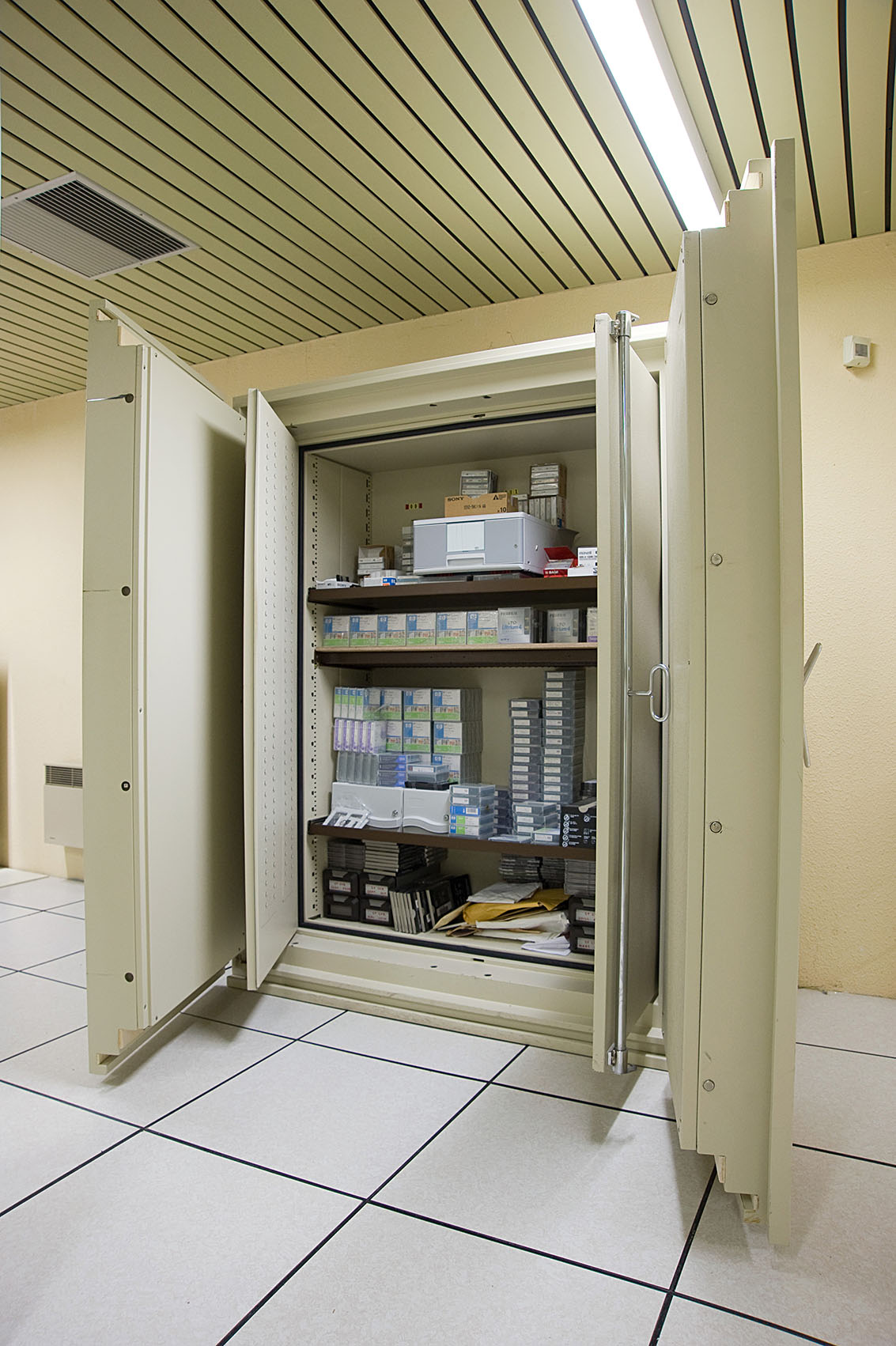
Armoire de fer des Archives nationales (Fontainebleau)

L'intégralité des archives électroniques des Archives nationales était conservée dans la seconde armoire de fer de l'institution sur le site de Fontainebleau, pendant contemporain de l'armoire de fer du site parisien.

### Consultation des archives électroniques
Les archives électroniques ne sont consultables que sur demande. En effet, la méthode d'archivage et le mode de stockage adoptés nécessitent une préparation des archives à communiquer. Le chercheur bénéficie, en plus des fichiers archivés, de la documentation relative aux fonds et des instruments de recherche élaborés. Tous les fonds sont référencés dans la Salle des inventaires virtuelle (SIV) des Archives nationales.